# Kalana
Kalana  est le chef-lieu de la commune de Gouandiaka qui regroupe 23 villages de la région de Bougouni (cercle de Yanfolila), au sud-ouest du Mali. 
La ville se situe à la frontière guinéeenne, en pleine aire Wassoulou. 

## Démographie
La ville compte environ 7 071 habitants au recensement de 2009 contre 4 071 au recensement de 1987,. En 2016 la population est estimée à 14 000 habitants.

## Économie

### Mines
Kalana est connue pour son gisement aurifère : celui-ci est exploité à partir de 1985 dans le cadre d'un accord d'assistance technique avec l'Union soviétique. Lors de l'effondrement de cette dernière en 1991, personnels et financements quittent la région. L'État malien lance un programme de privatisations en 1995 et propose la réouverture des opérations aux enchères. Après une première tentative avortée de la part d'AngloGold Ashanti vers la fin des années 1990, le permis d'exploitation est confié en 2003 à la société Avnel Gold, en partenariat (80/20) avec l'État, et la production reprend au printemps 2004,. En 2017, Avnel Gold devient une filiale du groupe canadien Endeavour Mining.
Le gisement est constitué essentiellement de filons de quartz plongeant (80%) et de façon marginale par des stockwerks (20%) situés au sein de roches métasédimentaires. La profondeur reconnue atteint 600 m et la zone exploitée couvre 2 km². L'exploitation est souterraine à partir de puits de mine.
| 1985-1991 | 1992-2003 | 2004  | 2005  | 2006  | 2007  | 2008  | 2009  | 2010  | 2011  | 2012  | 2013  | 2014  | 2015  | 2016  |
| --------- | --------- | ----- | ----- | ----- | ----- | ----- | ----- | ----- | ----- | ----- | ----- | ----- | ----- | ----- |
| 2544,3    | néant     | 230,0 | 464,2 | 704,1 | 788,8 | 665,8 | 518,7 | 333,6 | 297,0 | 313,8 | 316,5 | 297,0 | 301,1 | 299,6 |

L'économie locale reste encore toutefois essentiellement agricole.

### Services
Kalana dispose d'écoles, d'un dispensaire et de deux pharmacies. L'approvisionnement en eau est facilité par 8 pompes et forages communautaires (en 2016). La ville est raccordée au réseau électrique national par Énergie du Mali.  La ville possède un marché, une banque de céréales, une Caisse d'Épargne et de Crédit,.